# گلویراس
گلویراس (به فرانسوی: Gluiras) یک کمون (فرانسه) در فرانسه است که در canton of Saint-Pierreville واقع شده‌است. گلویراس ۲۵٫۱۰ کیلومتر مربع مساحت دارد.